# This is Me Walking
|  | Denne artikel er oprettet af botten PalnaBot ud fra en ekstern database. Den kan derfor have sproglige fejl eller mangler. Denne skabelon kan fjernes efter kontrol af indholdet. |

This is Me Walking er en kortfilm instrueret af Ulrik Wivel efter manuskript af Ulrik Wivel.

## Handling
Harris bor på Manhattan. Harris store kærlighed har forladt ham. Harris spiller hovedrollen i En gal mands dagbog, og instruktøren er ikke tilfreds. Harris skal passe sit rigtige arbejde som ejendomsmægler. Harris leder efter en forbindelse imellem sin indre stemme og den ydre virkelighed.